# Statuia lui A'a din Rurutu

Statuia lui A’a din Rurutu (în engleză: Statue of A'a from Rurutu) este o sculptură de lemn faimoasă a zeului A’a, ce a fost făcută în insula Rurutu din Oceanul Pacific. În secolul al XIX-lea, insularii au dăruit sculptura Societații Londoneze Misionare. Figurina lui A’a este cunoscută ca fiind una dintre cele mai fine sculpturi polineziene, iar în secolul al XXI-lea sculptura, conform Juliei Adams (custodele colecției artei Oceanice de la British Museum) „o celebritate internațională”. Ea are 1,17 metri în înălțime și datează de dinainte de 1821 (probabil din 1591 - 1647)

## Descriere

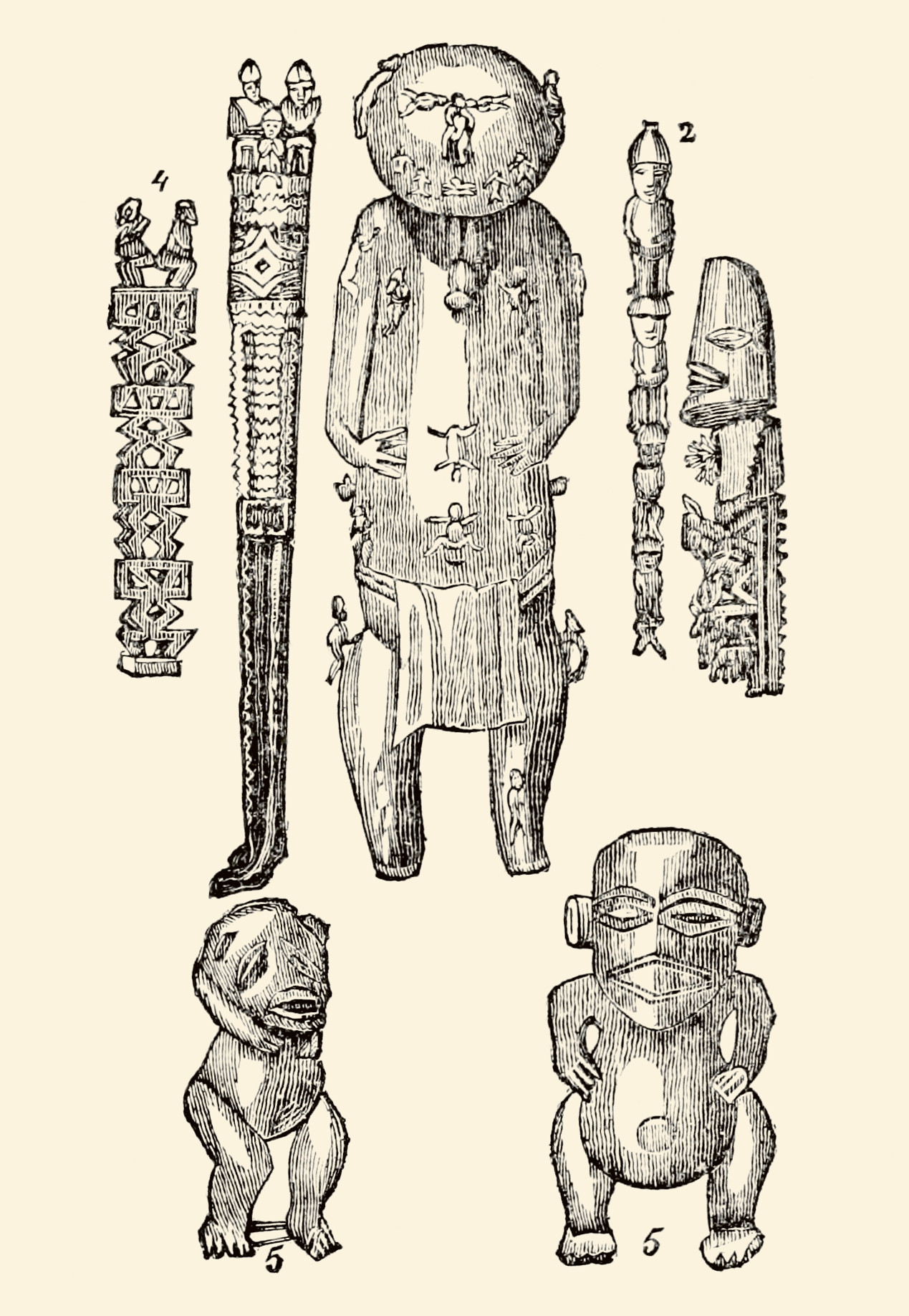
Ilustrație în care apar idoli de lemn din Polinezia. În mijlocul părții de sus este Statuia lui A’a

Statuia lui A’a este figurină antropomorfă care are 117 de centimetri în înălțime și 36 de centimetri în lungime. Conform lui Alfred Gell, ea este „fără îndoială cel mai rafinat exemplar existent al sculpturii polineziene”. Sculptura este goală pe dinauntru. Statuia nu are tălpi și nu se știe dacă avea atunci când a fost sculptată. Picioarele statuii sunt puțin îndoite. Genunchii și partea dreaptă a fundului sunt degradate, iar penisul s-a distrus complet. În timp ce restul deteliorărilor pot să fie puse pe seama timpului, penisul pare să fi fost distrus intenționat.
30 de figurine mici au fost sculptate pe suprafața statuii. Majoritatea lor sunt poziționate astfel încât să marcheze caracteristicile corpului uman (ca ochii, nasul și gura), unele nemarcând. Figurinele sunt sculptate în două stiluri diferite, 16 dintre ele au brațele deasupra torsului, în timp ce 14 au brațele și picioarele întinse pe suprafața statuii. E posibil ca stilurile astea două să reprezinte forme feminine și musculine. Figurinele sunt distruibuite simetric pe suprafața statuii lui A’a, cu excepția celor din partea de jos a abdomenului, unde pe partea dreaptă e o figurină întinsă iar pe partea stângă e una cu mâinile pe tors. Nu e clar dacă asimetria asta simbolizează ceva.

## Istorie
Cea mai veche consemnare despre A’a datează din 1821, atunci când statuia le-a fost prezentată misionarilor din insula Raiatea. Ea a fost adusă din Rurutu, insula pe care a și fost făcută, însă ar putea să fie mai veche decât se credea inițial. O datare cu rdiocarbon a dezvăluit în 2015 că statuia ar fi fost făcută între aproximativ 1591 și 1647. Conform tradiției rurutuene, figurina ar trebui să fie făcută din lemn de pua keni keni (Fagraea berteriana), nativ insulelor din estul Pacificului, dar în urma unor studii din 2015 s-a determinat că ar fi cel mai probabil lemn de Santalum insulare. Probabil că pentru realizarea statuii lui A’a sau folosit unelte cu lame sau vârfuri de piatră. Dacă ea chiar a fost făcută după sosirile europenilor în Polinezia în anii’ 1760 ar fi putut să fi fost folosite și unelte de fier. E posibil ca pentru finisarea figurinei să fi fost folosite bucațele de piele de rechin, scoici și ulei de cocos.
În 1821, figurina a fost dată Societații Londoneze Misionare, gest considerat un simbol al convertirii insularilor la creștinism. Începând cu 1890, Societatea Londoneză Misionară donează o mare parte a colecției ei de artă polineziană British Museumului (inclusiv Statuia lui A’a, ea fiind primită în 1911). Momentan nu este expusă, dar începând cu anii’ 80 a fost trimisă în expoziții de-a lungul lumii, incluzând New York, Canberra, Paris și Londra.

## Context
Operele de artă obținute de British Museum de la Societatea Londoneză Misionară sunt unele dintre cele mai cunoscute lucrări polineziene, inclusiv Statuia lui A’a. Figurina unei zeități din Rarotonga, care se află de asemenea la British Museum, are 3 figurine umanoide mici sculptate în relief pe torsul ei, similar cum A’a are 30 de figurine mici pe el.

## Scop
Atunci când statuia a fost adusă misionarilor în 1821, 24 de „zei mici” au fost găsiți în cavitatea din interiorul statuii. S-a crezut pentru o perioadă lungă de timp că figurina lui A’a fost relizată doar ca să găzduiască zeii ăștia mici. Totuși, mărimea și forma cavității sugerează că ea ar fi fost creată ca să țină alte obiecte, acei mici zei putândsa fie ținuți într-un spațiu mult mai simplu.

## Copii
Copii ale Statuii lui A’a au fost achiziționate de unii oameni, inclusiv artiști ca Roland Penrose, Pablo Picasso, sau Henry Moore.